# Ronde van Qatar 2007
De Ronde van Qatar 2007 werd gehouden van 28 januari tot en met 2 februari 2007 in Qatar. De Belgische wielerploeg Quick·Step - Innergetic won de ploegentijdrit op de eerste dag, vier ritten met Tom Boonen en het eindklassement met Wilfried Cretskens. De overige etappe ging naar neoprof Greg Van Avermaet. Van de 136 gestarte renners bereikten er 123 de eindstreep op 2 februari.

## Etappe-overzicht
| etappe | datum      | start                | finish                  | afstand  | winnaar                 | klassementsleider  |
| ------ | ---------- | -------------------- | ----------------------- | -------- | ----------------------- | ------------------ |
| 1e*    | 28 januari | Doha                 | Doha                    | 6 km     | Quick·Step - Innergetic | Steven de Jongh    |
| 2e     | 29 januari | Al-Wakra             | Qatar Olympic Committee | 135,5 km | Tom Boonen              | Tom Boonen         |
| 3e     | 30 januari | Dohat Salwa          | Khalifa Stadium         | 140 km   | Tom Boonen              | Tom Boonen         |
| 4e     | 31 januari | Camel Race Track     | Doha Golf Club          | 139,5 km | Tom Boonen              | Tom Boonen         |
| 5e     | 1 februari | Al-Zubarah           | Mesaieed                | 160,5 km | Greg Van Avermaet       | Wilfried Cretskens |
| 6e     | 2 februari | Sealine Beach Resort | Doha                    | 134 km   | Tom Boonen              | Wilfried Cretskens |

*De eerste etappe is een ploegentijdrit.

## Etappe-uitslagen

### 1e etappe
| rang | ploeg                   | land        | tijd   |
| ---- | ----------------------- | ----------- | ------ |
| 1    | Quick·Step - Innergetic | België      | 6' 33" |
| 2    | Team Milram             | Italië      | op 5"  |
| 3    | Liquigas                | Italië      | op 7"  |
| 4    | Predictor - Lotto       | België      | op 9"  |
| 5    | T-Mobile Team           | Duitsland   | op 11" |
| 6    | Ag2r Prévoyance         | Frankrijk   | op 11" |
| 7    | Astana                  | Zwitserland | op 13" |
| 8    | Rabobank                | Nederland   | op 14" |
| 9    | Saunier Duval - Prodir  | Spanje      | op 14" |
| 10   | Bouygues Télécom        | Frankrijk   | op 16" |

### 2e etappe
| rang | renner              | land        | tijd       |
| ---- | ------------------- | ----------- | ---------- |
| 1    | Tom Boonen          | België      | 3u 01' 50" |
| 2    | Alessandro Petacchi | Italië      | z.t.       |
| 3    | Jean-Patrick Nazon  | Frankrijk   | z.t.       |
| 4    | Kenny van Hummel    | Nederland   | z.t.       |
| 5    | Francesco Chicchi   | Italië      | z.t.       |
| 6    | Lloyd Mondory       | Frankrijk   | z.t.       |
| 7    | Aurélien Clerc      | Zwitserland | z.t.       |
| 8    | Francisco Ventoso   | Italië      | z.t.       |
| 9    | Luciano Pagliarini  | Italië      | z.t.       |
| 10   | Robert Förster      | Duitsland   | z.t.       |

### 3e etappe
| rang | renner              | land          | tijd       |
| ---- | ------------------- | ------------- | ---------- |
| 1    | Tom Boonen          | België        | 3u 25' 06" |
| 2    | Alessandro Petacchi | Italië        | z.t.       |
| 3    | Bernhard Eisel      | Oostenrijk    | z.t.       |
| 4    | Aurélien Clerc      | Zwitserland   | z.t.       |
| 5    | Stefano Zanini      | Italië        | z.t.       |
| 6    | Graeme Brown        | Australië     | z.t.       |
| 7    | René Haselbacher    | Oostenrijk    | z.t.       |
| 8    | Greg Henderson      | Nieuw-Zeeland | z.t.       |
| 9    | Linas Balciunas     | Litouwen      | z.t.       |
| 10   | Robert Förster      | Duitsland     | z.t.       |

### 4e etappe
| rang | renner            | land          | tijd       |
| ---- | ----------------- | ------------- | ---------- |
| 1    | Tom Boonen        | België        | 2u 54' 54" |
| 2    | Graeme Brown      | Australië     | z.t.       |
| 3    | Murilo Fischer    | Brazilië      | z.t.       |
| 4    | Lloyd Mondory     | Frankrijk     | z.t.       |
| 5    | Francisco Ventoso | Spanje        | z.t.       |
| 6    | Aart Vierhouten   | Nederland     | z.t.       |
| 7    | Bernhard Eisel    | Oostenrijk    | z.t.       |
| 8    | Piet Rooijakkers  | Nederland     | z.t.       |
| 9    | Alexandre Pichot  | Frankrijk     | z.t.       |
| 10   | Greg Henderson    | Nieuw-Zeeland | z.t.       |

### 5e etappe
| rang | renner                 | land        | tijd       |
| ---- | ---------------------- | ----------- | ---------- |
| 1    | Greg Van Avermaet      | België      | 3u 26' 13" |
| 2    | Marcel Sieberg         | Duitsland   | z.t.       |
| 3    | Stéphane Poulhies      | Frankrijk   | z.t.       |
| 4    | Erki Pütsep            | Estland     | z.t.       |
| 5    | Wilfried Cretskens     | België      | z.t.       |
| 6    | Mauro Da Dalto         | Italië      | z.t.       |
| 7    | Kim Kirchen            | Luxemburg   | z.t.       |
| 8    | Aljaksandr Koetsjynski | Wit-Rusland | z.t.       |
| 9    | Sven Krauss            | Duitsland   | z.t.       |
| 10   | Maarten Tjallingii     | Nederland   | z.t.       |

### 6e etappe
| Sealine Beach Resort – Doha (134 km) |                     |                    |          |
| Plaats                               | Naam                | Ploeg              | Tijd     |
| Winnaar                              | Tom Boonen          | Quick Step         | 2u56'17" |
| 2                                    | Alessandro Petacchi | Team Milram        | z.t.     |
| 3                                    | Graeme Brown        | Rabobank           | z.t.     |
| 4                                    | René Haselbacher    | Astana             | z.t.     |
| 5                                    | Francesco Chicchi   | Liquigas           | z.t.     |
| 6                                    | Greg Van Avermaet   | Predictor-Lotto    | z.t.     |
| 7                                    | Kenny van Hummel    | Skil-Shimano       | z.t.     |
| 8                                    | Rieno Stofferis     | Murphy-Gunn/Newlyn | z.t.     |
| 9                                    | Lloyd Mondory       | AG2R Prévoyance    | z.t.     |
| 10                                   | Romain Feillu       | Agritubel          | z.t.     |

## Eindklassementen

### Algemeen klassement
| Plaats    | Naam               | Ploeg            | Tijd      |
| --------- | ------------------ | ---------------- | --------- |
| Gele trui | Wilfried Cretskens | Quick Step       | 15u50'58" |
| 2         | Tom Boonen         | Quick Step       | + 2' 09"  |
| 3         | Steven de Jongh    | Quick Step       | + 2' 44"  |
| 4         | Bernhard Eisel     | T-Mobile Team    | + 2' 52"  |
| 5         | Gregory Henderson  | T-Mobile Team    | + 3' 01"  |
| 6         | Andreas Klier      | T-Mobile Team    | + 3' 08"  |
| 7         | Leif Hoste         | Predictor-Lotto  | + 3' 09"  |
| 8         | Alexandre Pichot   | Bouygues Télécom | + 3' 11"  |
| 9         | Mathew Hayman      | Rabobank         | + 3' 30"  |
| 10        | Servais Knaven     | T-Mobile Team    | + 3' 44"  |

### Puntenklassement
| Plaats     | Naam                | Ploeg           | Punten |
| ---------- | ------------------- | --------------- | ------ |
| Witte trui | Tom Boonen          | Quick Step      | 122    |
| 2          | Alessandro Petacchi | Team Milram     | 81     |
| 3          | Lloyd Mondory       | AG2R Prévoyance | 60     |

### Jongerenklassement
| Plaats           | Naam              | Ploeg                | Tijd      |
| ---------------- | ----------------- | -------------------- | --------- |
| Lichtblauwe trui | Alexandre Pichot  | Bouygues Télécom     | 15u54'09" |
| 2                | Lloyd Mondory     | AG2R Prévoyance      | + 53"     |
| 3                | Francisco Ventoso | Saunier Duval-Prodir | + 58"     |

### Ploegenklassement
| Plaats | Ploeg         | Tijd      |
| ------ | ------------- | --------- |
|        | Quick Step    | 47u25'26" |
| 2      | T-Mobile Team | + 6"      |
| 3      | Rabobank      | + 4' 31"  |

## Klassementsleiders
| Etappe      | Winnaar           | Algemeen           | Punten          | Jongeren         | Ploegen    |
| 1           | Quick Step        | Steven de Jongh    | Niet uitgereikt | Marcel Sieberg   | Quick Step |
| 2           | Tom Boonen        | Tom Boonen         | Tom Boonen      | Marcel Sieberg   | Quick Step |
| 3           | Tom Boonen        | Tom Boonen         | Tom Boonen      | Nick Ingels      | Quick Step |
| 4           | Tom Boonen        | Tom Boonen         | Tom Boonen      | Lloyd Mondory    | Quick Step |
| 5           | Greg Van Avermaet | Wilfried Cretskens | Tom Boonen      | Alexandre Pichot | Quick Step |
| 6           | Tom Boonen        | Wilfried Cretskens | Tom Boonen      | Matti Breschel   | Quick Step |
| Eindstanden | Eindstanden       | Wilfried Cretskens | Tom Boonen      | Matti Breschel   | Quick Step |

2002 · 
2003 · 
2004 · 
2005 · 
2006 · 
2007 · 
2008 · 
2009 · 
2010 · 
2011 · 
2012 · 
2013 · 
2014 · 
2015 · 
2016 · 
2017 · 
2018